# Carles Martínez
Carles Martínez (Terrassa, 1966) és un actor de cinema, teatre i televisió català.

## Trajectòria
Martínez es llicencià en Interpretació per l'Institut del Teatre i cursà estudis d'interpretació a The International School of Drama de Londres. En el món del teatre ha participat en més 100 obres i ha trepitjat escenaris catalans de renom com el Teatre Nacional de Catalunya, el Teatre Lliure i el Teatre Grec. També ha participat en nombroses sèries de televisió com Kubala, Moreno i Manchón, La memòria dels cargols, Laura, Lo Cartanyà o La sagrada família. Pel que fa a la pantalla gran, la seva participació ha estat més reduïda, nogensmenys ha interpretat personatges principals, com el de Lluís Companys a la pel·lícula 13 dies d'octubre, la qual obtingué el premi Gaudí a la millor pel·lícula per a televisió de 2016.
A l'inici del segle XXI va viure al municipi de Sant Cugat del Vallès i durant molts anys va interpretar el paper del rei Pere el Cerimoniós a l'obra de teatre local i nadalenca Pedra i sang. Actualment resideix a la localitat de Torredembarra.

## Obres

### Cinema
| Any  | Títol                             | Personatge                             | Direcció                     |
| ---- | --------------------------------- | -------------------------------------- | ---------------------------- |
| 1989 | Una dona al meu jardí             | -                                      | Octavi Martí i Antoni Padrós |
| 1989 | Tafalitats                        | Ell mateix                             | Ángel Alonso                 |
| 1990 | El botí                           | Meadows                                | Joan Minguell                |
| 1991 | Els peixos argentats a la peixera | -                                      | Carlos Atanes                |
| 1995 | Die Falle                         | -                                      | Michael Lähn                 |
| 1999 | La ciutat dels prodigis           | -                                      | Mario Camus                  |
| 2001 | Cabell d'Àngel                    | Client empresa                         | Enric Folch                  |
| 2009 | Xtrems                            | Cap concessionari                      | Abel Folk i Joan Riedweg     |
| 2014 | El Cafè de la Marina              | -                                      | Sílvia Munt                  |
| 2015 | 13 dies d'octubre                 | Lluís Companys (de gran)               | Carlos Marqués-Marcet        |
| 2020 | La mort de Guillem                | Guillem Agulló, pare de Guillem Agulló | Carlos Marqués-Marcet        |

### Televisió
| Any         | Títol                    | Personatge               | Direcció                                              | Emissora  | Anotacions                                        |
| ----------- | ------------------------ | ------------------------ | ----------------------------------------------------- | --------- | ------------------------------------------------- |
| 1996        | Estació d'enllaç         | Jordi Bigues             | -                                                     | TV3       | 1 episodi («Marisc»)                              |
| 1998        | Laura                    | Felip                    | -                                                     | TV3       | 1 episodi                                         |
| 1999        | La memòria dels Cargols  | Batlle                   | Joan Lluís Bozzo i Eduard Cortés                      | TV3       | 26 episodis                                       |
| 2002        | Psico express            | Raül                     | Joan Lluís Bozzo, Eduard Cortés i Anna Rosa Cisquella | TV3       | 1 episodi («Decisions»)                           |
| 2002 i 2005 | Jet Lag                  | -                        | T de Teatre i Cesc Gay                                | TV3       | 2 episodis («Mentides» i «Finques Mariona»)       |
| 2004 i 2005 | Porca misèria            | Psicoterapeuta           | Joel Joan                                             | TV3       | 2 episodis («Errare humanum est» i «Boig per tu») |
| 2005-2007   | Lo Cartanyà              | Anselmo                  | Xavier Bertran i Sergi Pompermayer                    | TV3       | 39 episodis                                       |
| 2008        | Vinagre                  | Diversos personatges     | Bruno Oro i Clara Segura                              | TV3       | 4 episodis                                        |
| 2010-2011   | La sagrada família       | Eduard Cabrera           | Joan Lluís Bozzo                                      | TV3       | 28 episodis                                       |
| 2014        | Kubala, Moreno i Manchón | Senén                    | Kiko Ruiz Claverol i Abigail Schaaff                  | TV3       | 1 episodi («Justos i pecadors»)                   |
| 2015        | El viatge de Companys    | Lluís Companys (de gran) | Joan Gallifa i Antoni Tortajada                       | TV3       | Tota la sèrie                                     |
| 2017        | El crac                  | Ell mateix               | Joel Joan i Hèctor Claramunt                          | TV3       | 1 episodi («La gran tornada»)                     |
| 2018        | El día de mañana         | Secretari del Jutjat     | Mariano Barroso i Alejandro Hernández                 | Movistar+ | 1 episodi                                         |
| 2019        | Vida perfecta            | Oftalmòleg               | Leticia Dolera, Ginesta Guindal i Elena Martín        | #0        | 1 episodi («Cuando todo se derrumba»)             |